# تپه سیاه‌بید علیای ۵
تپه سیاه بید علیای ۵ مربوط به هزاره دوم قبل از میلاد است و در شهرستان کرمانشاه، بخش مرکزی، دهستان دورود فرامان، جنوب و جنوب شرقی روستای سیاه بید علیا واقع شده و این اثر در تاریخ ۱۸ اسفند ۱۳۸۷ با شمارهٔ ثبت ۲۴۹۰۸ به‌عنوان یکی از آثار ملی ایران به ثبت رسیده است.